# 新潟大学
新潟大学（日语：／ Niigata daigaku），是一所位於新潟县新潟市的日本国立大学。1949年由新潟医科大学等7校改制。2004年成为国立大学法人。大學的簡稱是新大。“新潟大学”在中文常被誤寫為“新瀉大学”。

## 概要
到2004年，该校拥有9个学部和8个大学院，以及脑研究所、积雪地域灾害研究中心等研究机构。学生数约为11,000人，是本州岛日本海一侧规模最大的国立大学。包括位于市区西部的面积最大的五十岚校区，位于市中心的医学系学部・机构集中的旭町校区以及位于西大畑地区的设立教育人类科学部附属学校以及面向社会人学生授课的新潟站南校区等三处校区。
另外，也在长冈市拥有附属学校（小学校、中学校、幼儿园），在佐渡市拥有理学部附属临海实验所，在同市和中蒲原郡村松町拥有农学部附属稻田科学教育研究中心。

### 大學排名
- 上海交大世界大學學術排名（ARWU）：第401-500名；日本第19名（2013年）[1]
- Nigel Ward 日本大學排名：第21名[2]（研究經費·論文引用率·入學難易度·聲望）
- 萊頓大學世界大學論文引用排名（CWTS）：日本第33名（2014年）[3]

## 沿革
1870年共立医院设立，后发展为新潟医科大学。二战后、新潟医科大学・旧制新潟高等学校・新潟第一师范学校・新潟第二师范学校・新潟青年师范学校・县立农林专门学校・长冈工业专门学校合并。1949年根据「国立大学设置法」，设立新制的国立综合大学「新潟大学」。当时拥有人文、教育、理、医、工、农等6个学部。1965年设立齿学部。1968年以后，医・齿学部以外的全学部搬迁至五十岚地区。1977年人文学部改组为法文学部、后又改组为人文学部、法学部、经济学部等3学部，教育学部改组为教育人类科学部。2004年根据国立大学法人法，改为国立大学法人。

## 学部
- 人文学部
- 教育人类科学部
- 法学部
- 经济学部
- 理学部
- 医学部
- 齿学部
- 工学部
- 农学部

## 大学院（硕士课程）
- 人文科学科
- 教育学科
- 经济学科
- 法科大学院

## 大学院（博士课程）
- 现代社会文化研究科
- 自然科学研究科
- 医齿学综合科

## 研究所・附属设施・事务局
- 脑研究所
- 积雪地域灾害研究中心
- 综合信息处理中心
- 地域共同研究中心
- 综合中心
- 国际中心
- 机器分析中心
- 大学教育开发
- 研究中心
- 保健管理中心
- 入学中心
- 事务局
- 旭町学术资料展示馆

### 附属学校
- 西大畑地区
  - 新潟大学教育人类科学部附属新潟小学校
  - 新潟大学教育人类科学部附属新潟中学校
  - 新潟大学教育人类科学部附属养護学校

- 长冈地区
  - 新潟大学教育人类科学部附属长冈小学校
  - 新潟大学教育人类科学部附属长冈中学校
  - 新潟大学教育人类科学部附属幼儿园

## 著名校友
- 鈴木莊六 - 大日本帝國軍官
- 鈴木厚人 - 物理學家，高能加速器研究機構負責人
- 後藤鐵男（日语：後藤鉄男） - 物理學家，與南部陽一郎合作研究提出“南部－後藤理論”
- 青山美保 - 岩手电视主持人
- 内田力 - コロナ社长
- 金津猛 – 龟田制果社长
- 西村智奈美 – 众议院议员（民主党）
- 増田和也 – 东京电视主持人
- 森裕子 – 参议院议员（民主党）
- 陳麗君 – 台灣國立成功大學台灣文學系主任